# Ruch Narodowy
De Nationale Beweging (Pools: Ruch Narodowy, RN) is een politieke partij in Polen. De partij staat onder meer voor versterking van de Poolse staat, afwijzing van het Verdrag van Lissabon en bestrijding van de "linkse geslachtsideologie". De partij werkt nauw samen met de Hongaarse partij Jobbik, die zij als haar grote voorbeeld beschouwt.

## Geschiedenis
De partij is op 11 november 2012 ontstaan als samenwerkingsverband van een aantal nationalistische groeperingen die betrokken waren geweest bij de organisatie van de Onafhankelijkheidsmars, een sinds 2010 jaarlijks terugkerend evenement op Onafhankelijkheidsdag, waarbij de deelnemers met veel vlagvertoon uiting geven aan hun patriottische gevoelens en dat regelmatig in rellen ontaardt. De belangrijkste van deze organisaties waren de Al-Poolse Jeugd (Młodzież Wszechpolska), het Kamp van Nationaal-Radicalen (ONR) en de Unie van Soldaten van de Nationale Strijdkrachten (ZŻ NSZ), alsmede de politieke partij Unie voor Reële Politiek (UPR). 
Op 10 december 2014 werd de organisatie omgezet in een politieke partij, die vervolgens op 11 februari 2015 werd geregistreerd. Voorzitter werd Robert Winnicki (voorzitter van de Al-Poolse Jeugd in de jaren 2009-2013). Tot de partijleiding behoorden verder Artur Zawisza (voormalig parlementariër van Recht en Rechtvaardigheid), Bartosz Józwiak (voorzitter van de UPR, die overigens bleef voortbestaan) en Sylwester Chruszcz (voormalig Europarlementariër en voorzitter van de Liga van Poolse Gezinnen in 2007-2008).
De eerste keer dat de Nationale Beweging aan verkiezingen deelnam, was tijdens de Europese Parlementsverkiezingen van 2014. Daarbij behaalde ze 1,40% van de stemmen. De partij had ook een eigen kandidaat bij de presidentsverkiezingen van 2015, Marian Kowalski, die 0,52% van de stemmen behaalde. Enkele maanden later zou Kowalski na onenigheid met de partijleiding de partij verlaten.
Voorafgaande aan de parlementsverkiezingen van 2015 ging de Nationale Beweging een samenwerkingsverband aan met de populistische protestbeweging Kukiz'15 van de voormalige rockzanger Paweł Kukiz. Dit bracht vijf leden van de Nationale Beweging en nog eens drie door de partij gesteunde sympathisanten in de Sejm, alwaar zij deel uitmaken van de 41-koppige fractie van Kukiz'15.

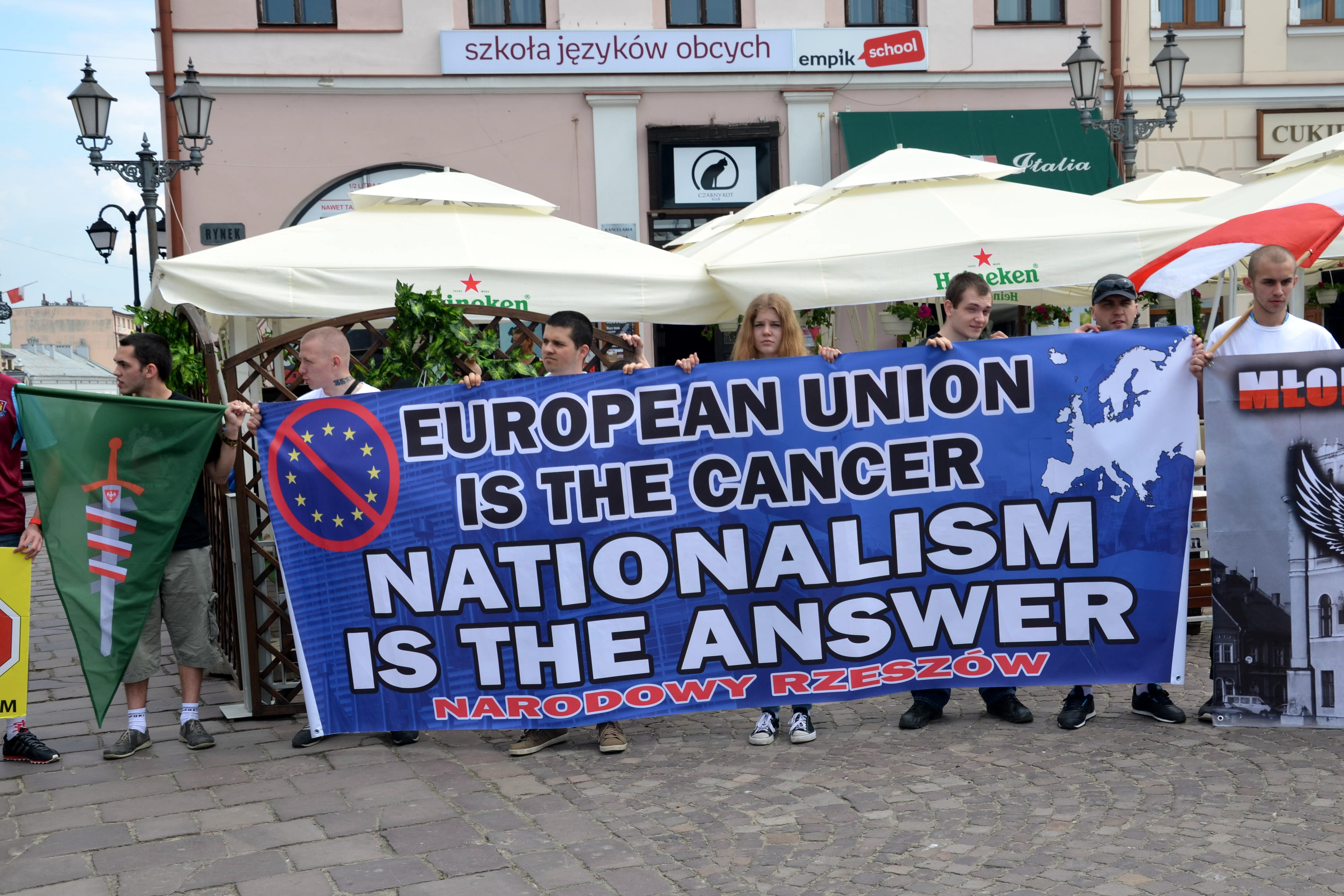
Tijdens een anti-EU betoging in Rzeszów in 2014